# Arno Backhaus (Maler)

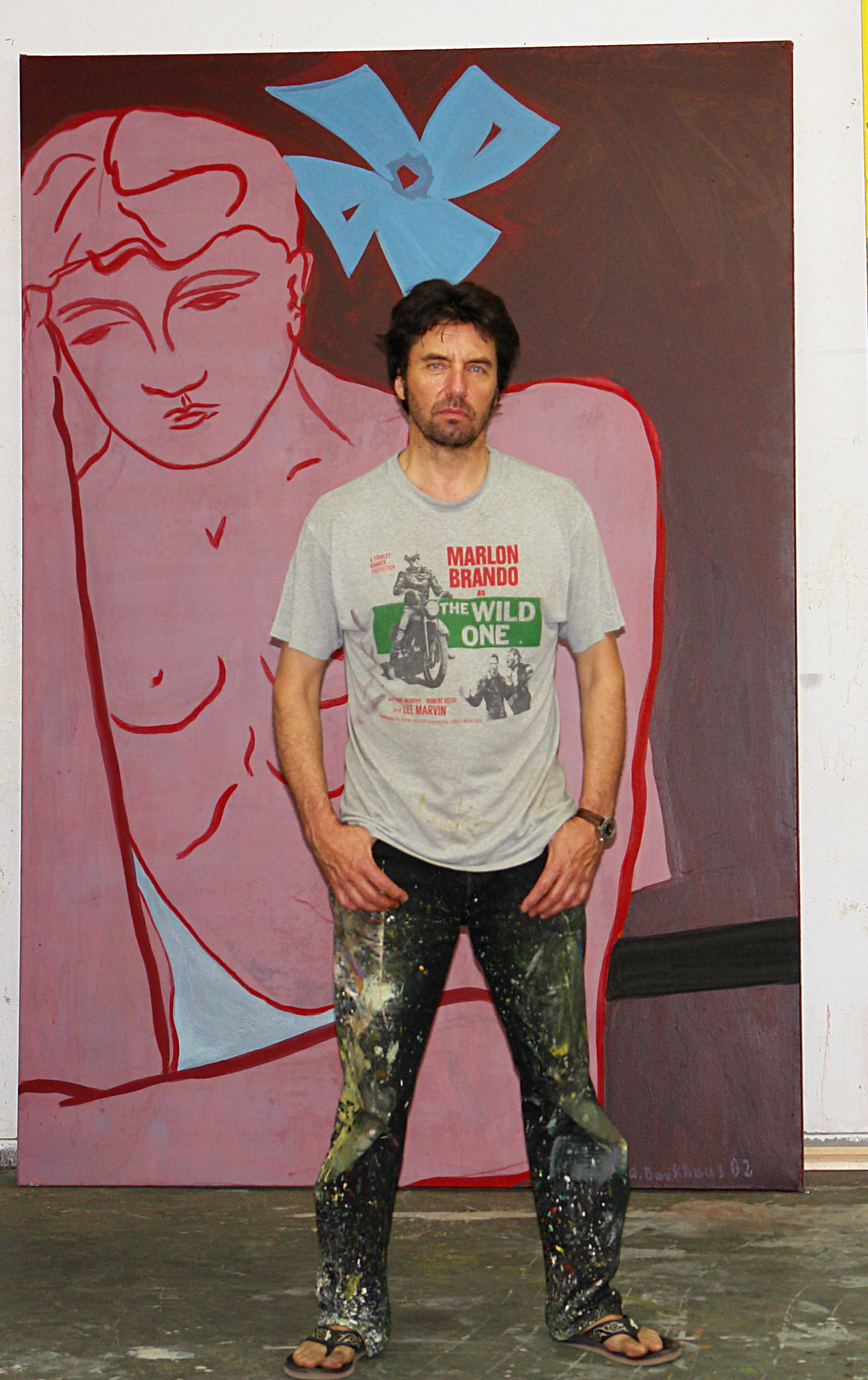
Arno Backhaus

Arno Backhaus (* 29. September 1952 in Aschaffenburg) ist ein deutscher Maler.

## Leben und Werk
1970 bis 1974  besuchte Arno Backhaus die Staatliche Zeichenakademie Hanau, wo er eine Ausbildung als Goldschmied absolvierte. 1978 schloss er an der Fachhochschule Wiesbaden in Gestaltung ab. Als Maler ist er Autodidakt und arbeitet seit 1981 freischaffend.
Backhaus erhielt das Stipendium Prinzregent Luitpold und das Stipendium der Mathias-Pschorr-Hackerbräu-Stiftung. Zahlreiche Einzelausstellungen und Ausstellungsbeteiligungen im In- und Ausland.
Arbeiten von Arno Backhaus befinden sich in öffentlichen und privaten Sammlungen, darunter in den Bayerischen Staatsgemäldesammlungen, im Museum der Stadt Aschaffenburg und im Museum der Stadt Wiesbaden.
Backhaus wurde bekannt mit „Assemblagen und Objekten zu existenziellen Problemen der Menschen“. Armin Kratzert, Leiter der Redaktion Kunst und Literatur beim Bayerischen Fernsehen, charakterisierte ihn 2012:

[Backhaus] malt kein Bild von mir oder Ihrer Begleitung oder von sich selbst. Er geht zurück zu den Anfängen der Malerei. Er macht eine Ikone. Ein Heiligenbild – aber von dieser Welt. Backhaus malt keinen Menschen, sondern einen Typen. Das Mädchen. Der Handwerker. Die Tänzerin. Damit sind alle Fragen neu gestellt. Ich ist nicht mehr Ich. Das Bild eines Mannes […] fragt: Wer bin ich? Was mache ich hier? Wo gehe ich hin? Was wird aus uns werden? Und: Wie hat es überhaupt angefangen? Arno Backhaus erforscht also Möglichkeiten. Wer könnte ich sein? Identität ist bei ihm etwas Vorläufiges, eine Skizze, ein Vorschlag, vielleicht ein Konzept, manchmal nur ein Zufall.
Arno Backhaus lebt und arbeitet in Stephanskirchen und München.

## Ausstellungen (Auswahl)
| - 1983 Galerie der Künstler, München - 1985 Galerie Klaus Lea, München - 1988 Künstlerwerkstatt Lothringerstraße, München - 1990 Galerie Ressel, Wiesbaden - 1989 Galerie Bernd Dürr, München - 1993 Verein für Original-Radierung, München - 1996 Artothek München - 2002 Kunstverein Landshut - 2003 Galerie Anais, München - 2006 Artothek München - 2009 Galerie Anais, München - 2009 Kunstverein Rastatt - 2012 Galerie Pia Arce, Rosenheim | - 1982 Große Kunstausstellung, Haus der Kunst, München - 1983 Große Kunstausstellung, Haus der Kunst, München - 1984 Künstlerhaus Wien - 1985 Kunsthaus Hamburg - 1986 Kunstverein München - 1990 Deutscher Künstlerbund, Berlin - 1994 Internationale Grafikbiennale, Udine - 1995 9. Nationale der Zeichnung, Augsburg - 1998 Große Kunstausstellung, Haus der Kunst, München - 2004 Kunst fürs Museum, Auswahl aus Erwerbungen, Aschaffenburg - 2005 Art Karlsruhe - 2006 Stadtmuseum Deggendorf - 2010 Gesellschaft der Freunde Junger Kunst, Baden-Baden - 2011 Städtische Galerie, Rosenheim - 2012 Städtische Galerie, Traunstein |